# المدیق، مکه
ال مدیق، مکه یک منطقهٔ مسکونی در عربستان سعودی است که در استان مکه واقع شده‌است.